# Ионеску, Таке
Таке Ионеску (при рождении Думитру Гицэ Иоан, рум. Take Ionescu; 25 октября 1858,Плоешти, Княжество Валахия — 2 июня 1922, Рим, Италия) — румынский политический и государственный деятель. Лидер Демократической консервативной партии. Премьер-министр Румынии (17 декабря 1921 — 19 января 1922); министр по делам религии и образования (с 1891 по 1895 и с 11 апреля 1899 по 7 июля 1901); министр финансов (1901), министр внутренних дел Румынии (с 22 декабря 1904 до 11 марта 1907 г. и с 14 октября 1910 по 31 декабря 1913); министр иностранных дел Румынии (13 июня 1920 г. — 16 декабря 1921), юрист, журналист, дипломат, писатель
.

## Биография

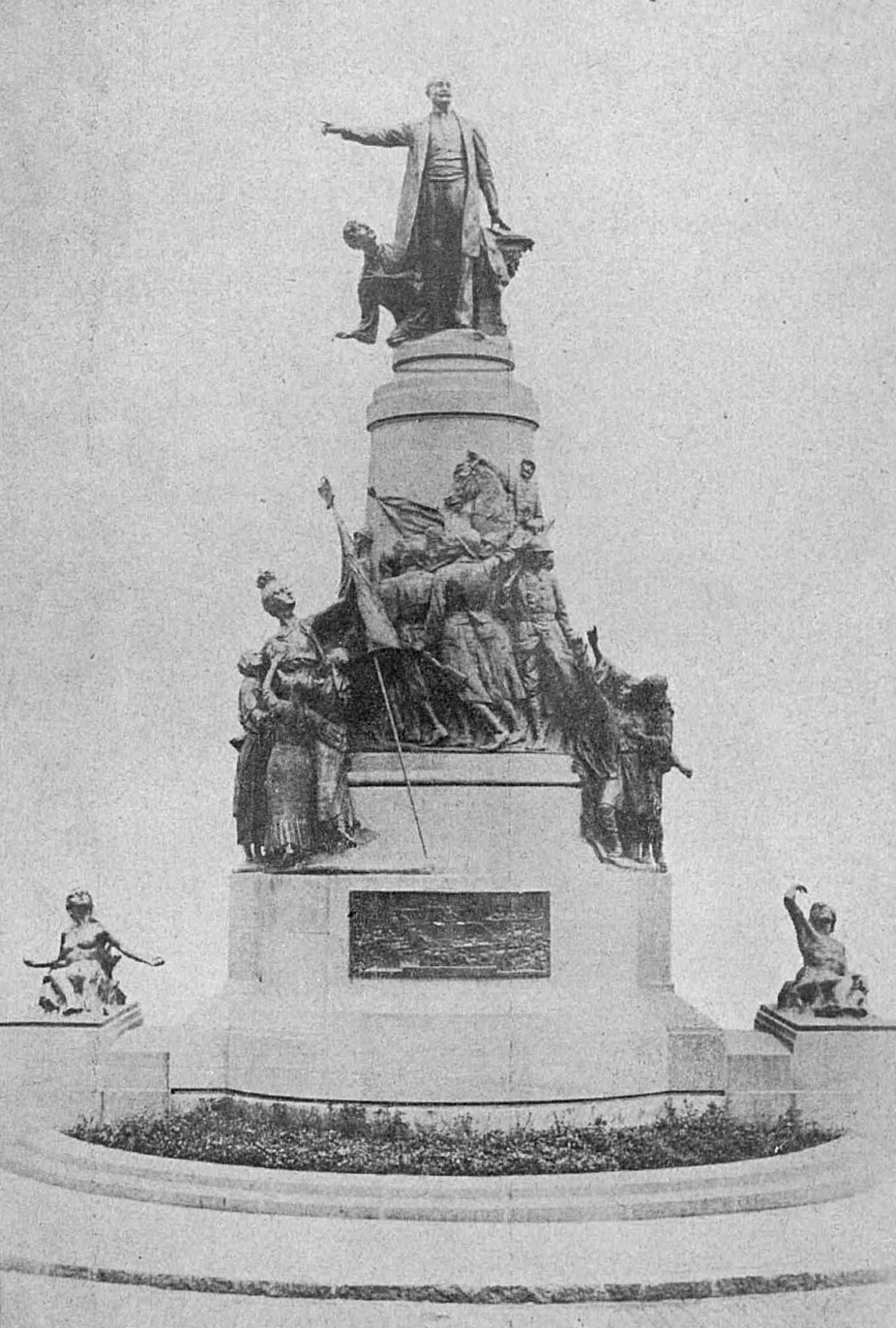
Памятник Таке Ионеску. 1931 г.

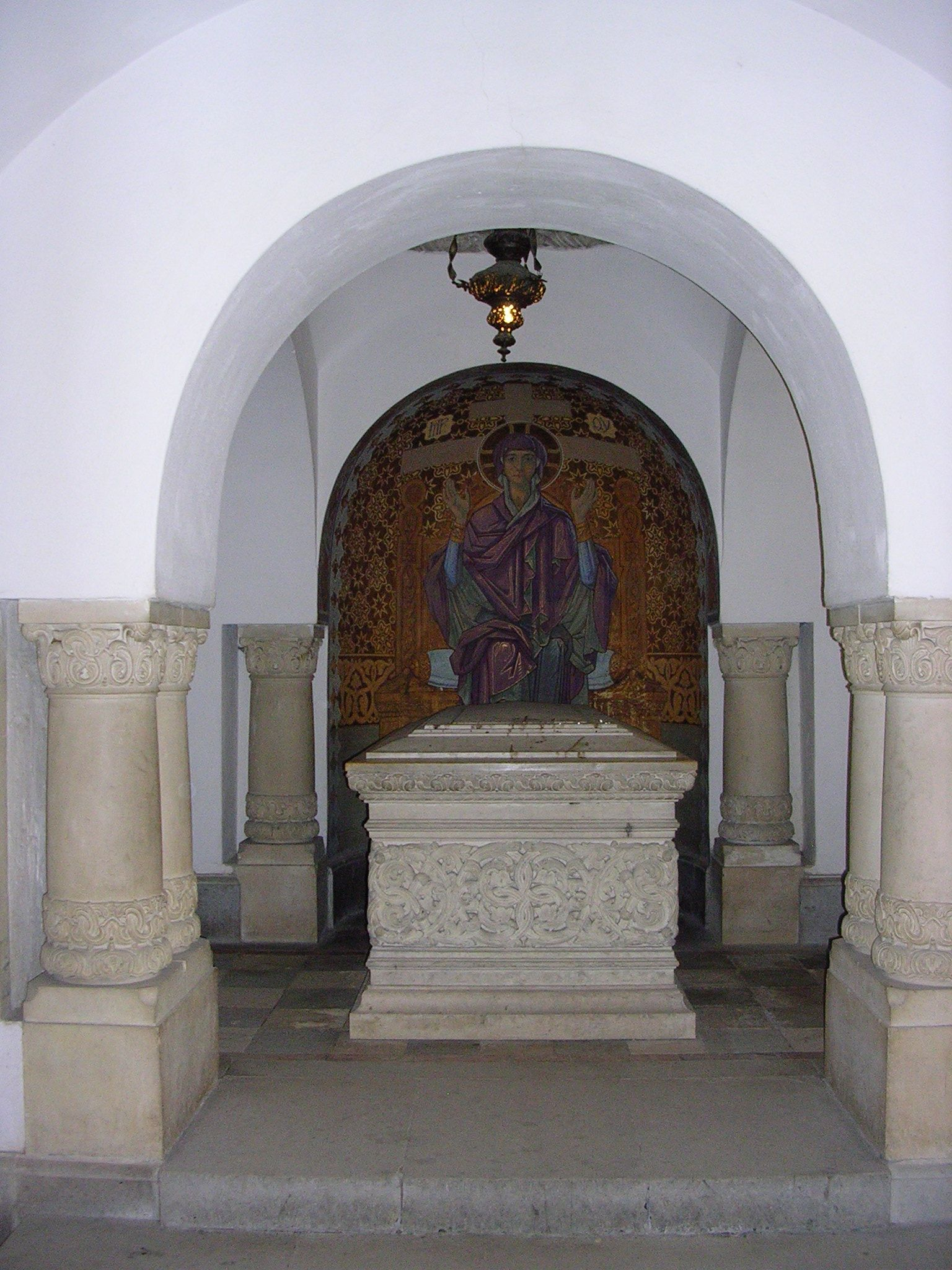
Гробница Ионеску в Монастыре Синая

Окончил Парижский университет, там же стал доктором философии.
Считается выразителем политических идей румынского среднего класса в конце XIX в начале XX века. Его политическая карьера началась в 1891 году с вступления в Национально-либеральную и Консервативную партии. После 1908 года создал свою собственную румынскую Демократическую консервативную партию. Политик центрист.
Во внешней политике боролся за расширения Балканского союза, а также возврат своей стране (тогда австро-венгерские) регионы Трансильвании, Баната и Буковины. Убеждённый англофил, настаивал на членстве в Тройственном союзе и вступлении своей страны в Первую мировую войну.

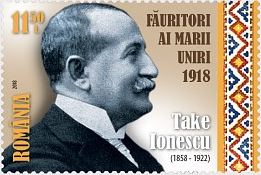
Почтовая марка Румынии 2018 г.

После поражения Румынии в 1916—1918 годах участвовал в правительстве в изгнании Йона Брэтиану в качестве министра без портфеля. На Парижской мирной конференции в 1919 году выступал за создание великой Румынии. Победа на выборах коалиции, к которой принадлежала его партия, позволила ему стать министром иностранных дел в правительстве Александру Авереску, а затем и главой правительства Румынии.
Умер от брюшного тифа в Риме. Похоронен в Монастыре Синая.